# Danao
Danao ist eine philippinische Stadtgemeinde in der Provinz Bohol auf der gleichnamigen Insel. Sie hat 17.890 Einwohner (Zensus 1. August 2015).

## Baranggays
Danao ist politisch in 17 Baranggays unterteilt.
| - Cabatuan - Cantubod - Carbon - Concepcion - Dagohoy - Hibale - Magtangtang - Nahud - Poblacion | - Remedios - San Carlos - San Miguel - Santa Fe - Santo Niño - Tabok - Taming - Villa Anunciado |